# Urocitellus townsendii
Urocitellus townsendii е вид гризач от семейство Катерицови (Sciuridae). Възникнал е преди около 0,0117 млн. години по времето на периода кватернер. Видът е уязвим и сериозно застрашен от изчезване.

## Разпространение и местообитание
Разпространен е в САЩ (Вашингтон).
Обитава наводнени райони, гористи местности, пустинни области, места с песъчлива и суха почва, влажни места, каньони, долини, поляни, ливади, храсталаци, дюни, степи и плата в райони с умерен климат, при средна месечна температура около 9,9 градуса.

## Описание
На дължина достигат до 17,3 cm, а теглото им е около 207,3 g.
Популацията на вида е намаляваща.